# 1995 w Wojsku Polskim
Kalendarium Wojska Polskiego 1995 – wydarzenia w Wojsku Polskim w roku 1995.

## Styczeń
1 stycznia
- sformowano 1 Pucki Dywizjon Lotniczy i 3 Batalion Zabezpieczenia Marynarki Wojennej wchodzące w skład Brygady Lotnictwa Marynarki Wojennej[1]

8 stycznia
- w Miedwiu rozformowano 25 batalion dowozu amunicji[2]

## Luty
16–18 lutego
- szef Sztabu Generalnego gen. broni Tadeusz Wilecki spotkał się w Kiekrzu z dowódcami okręgów wojskowych i rodzajów sił zbrojnych, korpusów, dywizji, flotylli, samodzielnych brygad oraz komendantami wyższych szkół oficerskich i przedstawił informację na temat szkolenia sił zbrojnych w ówczesnym stanie prawnym służby wojskowej i o projektach nowych aktów normatywno-prawnych[2]

24 lutego
- 14 Brygada Zmechanizowana w Elblągu otrzymała imię Bohaterów Westerplatte[3]

28 lutego
- w Wojskowym Centrum Szkolenia dla Potrzeb Sił Pokojowych ONZ w Kielcach odbyło się pożegnanie III zmiany Polskiego Kontyngentu Wojskowego w Syrii i Polskiego Kontyngentu Wojskowego w Libanie[2]

## Marzec
3 marca
- szef BBN minister Henryk Goryszewski wręczył sztandar dowódcy 36 specjalnego pułku lotnictwa transportowego[2]

4 marca
- Sejm Rzeczypospolitej Polskiej podjął uchwałę w sprawie wyboru Rady Ministrów. Na urząd ministra obrony narodowej został wybrany Zbigniew Okoński[4]

5–9 marca
- na mocy postanowień traktatu o konwencjonalnych siłach zbrojnych w Europie jednostki wojskowe w Giżycku i Bartoszycach zostały poddane międzynarodowej inspekcji[2]

6 marca
- Prezydent RP Lech Wałęsa powołał z dniem 7 marca Zbigniewa Okońskiego na urząd ministra obrony narodowej w rządzie Józefa Oleksego[5]

6–7 marca
- grupa oficerów francuskiej 2 Dywizji Pancernej gościła w 2 Pomorskiej Dywizji Zmechanizowanej. Dowódcy dywizji omówili program dalszej współpracy[2].

9 marca
- prezydent Lech Wałęsa przyjął ministra obrony narodowej Zbigniewa Okońskiego, który poinformował o planowanych zmianach organizacyjnych i personalnych w resorcie[2]

17 marca
- Prezydent RP Lech Wałęsa nadał:

8 Kołobrzeskiej Brygadzie Zmechanizowanej sztandar ufundowany przez Społeczeństwo Kołobrzegu;
4 Kołobrzeskiemu Pułkowi Artylerii Mieszanej im. gen. Wincentego Aksamitowskiego sztandar ufundowany przez Komitet Fundatorów Sztandaru;
20–24 marca
- na poligonie w Orzyszu odbyły się wieloszczeblowe ćwiczenia sztabowe „Klon 95”. Celem ćwiczeń było doskonalenie umiejętności dowódców i sztabów, sił obrony terytorialnej i układu pozamilitarnego. W końcowej fazie ćwiczeń uczestniczyli goście z Litwy — dowódca Sił Zbrojnych gen. J. Andriskevićius i dowódca brygady „Żelazny Wilk” płk V. Żukas[2]

26–29 marca
- na poligonie drawskim przeprowadzono wieloszczeblowe ćwiczenia dowódczo-sztabowe "Warta 95"[2]

31 marca
- przeformowano:
  - 25 batalion rozpoznawczy w Wędrzynie na 4 batalion rozpoznawczy,
  - 2 batalion rozpoznawczy w Gubinie na 6 batalion rozpoznawczy,
  - 10 batalion rozpoznawczy w Żaganiu na nowy etat,
- rozformowano:
  - 17 kompanię przeciwchemiczną w Żaganiu,
  - 23 kompanię przeciwchemiczną w Międzyrzeczu,
  - 60 kompanię przeciwchemiczną w Gubinie (JW 1606 „Ch”) pod dowództwem kapitana Jana Andrzeja Wojciechowskiego[8].

## Kwiecień
4 kwietnia
- odbyło się posiedzenie Komitetu Spraw Obronnych Rady Ministrów, na którym omówiono aktualną sytuację sił zbrojnych oraz sprawy związane z polityką bezpieczeństwa wewnętrznego i zewnętrznego[2]

7 kwietnia
- na poligonie żagańskim odbyły się ćwiczenia taktyczne 10 Sudeckiej DZ i 11 DKPanc obserwowane przez przedstawicieli parlamentu, władz lokalnych i dziennikarzy[2]

11 kwietnia
- prezydent Lech Wałęsa przyjął ministra ON Zbigniewa Okońskiego i sekretarza stanu w Kancelarii Prezydenta, szefa BBN Henryka Goryszewskiego. Omawiano m.in. projekt ustawy dotyczącej uprawnień prezydenta wobec resortu Obrony Narodowej[2]

13 kwietnia
- podczas zebrania dziekanów korpusu oficerskiego Instytucji Centralnych MON, Sztabu Generalnego WP, OW i RSZ na przewodniczącego Konwentu Dziekanów Korpusu Oficerskiego Wojska Polskiego wybrano płk. Stefana Kozinę[2]

18 kwietnia
- w Gdyni pożegnano załogę okrętu szkolnego MW RP „Iskra”, która wyruszyła w rejs dookoła świata[2]

22 kwietnia
- podczas uroczystości 75-lecia Muzeum WP minister spraw wewnętrznych Andrzej Milczanowski przekazał do zbiorów placówki sztandar 4 pułku piechoty Legionów[2]

24–28 kwietnia
- na Bałtyku odbyły się polsko-francuskie ćwiczenia morskie w zwalczaniu okrętów podwodnych, w których uczestniczyły okręty 8 Flotylli Obrony Wybrzeża[2]

25–28 kwietnia
- na poligonach w Drawsku i Nadarzycach odbyły się ćwiczenia lotnictwa wojskowego pod kryptonimem „Zlot 95”. Ćwiczono działania lotnictwa w operacji obronnej oraz w udzielaniu osłony i wsparcia działaniom desantowo-szturmowym[2].

28 kwietnia
- została podniesiona bandera na korwecie ORP „Grom”
- w Gdyni szef BBN minister Henryk Goryszewski wręczył sztandar Komendzie Portu Wojennego[2]

29 kwietnia
- w Szczecinie premier Józef Oleksy spotkał się z kadrą dowódczą 12 Dywizji Zmechanizowanej[2]

## Maj
3 maja
- 4 Kołobrzeski Pułk Artylerii Mieszanej im. gen. Aksamitowskiego otrzymał sztandar ufundowany przez miejscowe społeczeństwo[2]

6 maja
- w Białymstoku szef BBN Henryk Goryszewski wręczył sztandar dowódcy 10 Brygady Zmechanizowanej[2]

7 maja
- minister obrony narodowej Zbigniew Okoński wręczył komendantowi WSO im. T. Kościuszki sztandar ufundowany przez miejscowe społeczeństwo[2]

8 maja
- Prezydent RP mianował generałów. Do stopnia generała broni E. Bołociuch, do stopnia admirała R. Waga, do stopnia generała dywizji H. Pietrzak. Stopień generała brygady otrzymali pułkownicy: A. Ameljańczyk, J. Gil, M. Krauze, K. Malejczyk, M. Oleksiak, S. Komornicki[2]

8–11 maja
- na Bałtyku odbyły się polsko-holenderskie ćwiczenia „Pomeranian Otter 95”. Uczestniczyły 3 holenderskie niszczyciele min oraz 3 polskie trałowce[2].

13 maja
- szef BBN Henryk Goryszewski wręczył dowódcy 12 pułku radioliniowo-kablowego nowy sztandar ufundowany przez mieszkańców garnizonu Świecie nad Wisłą[2].
- na placu Ratuszowym w Jeleniej Górze dowódca WLiOP gen. dyw. pil. Gotowała wręczył komendantowi Centrum Szkolenia Radiotechnicznego nowy sztandar ufundowany przez Radę Miejską[2]

14 maja
- szef WRiA Sztabu Generalnego Wojska Polskiego gen. bryg. Czesław Borowski wręczył dowódcy 5 Brygady Artylerii Armat nowy sztandar[2]

15 maja
- szef BBN Henryk Goryszewski wręczył dowódcy 1 Brygady Pancernej im. Tadeusza Kościuszki nowy sztandar[2]

16 maja
- minister obrony narodowej Zbigniew Okoński wyznaczył gen. bryg. prof. Ameljańczyka na stanowisko komendanta WAT. Dotychczasowy komendant gen. dyw. prof. E. Włodarczyk przeszedł w stan spoczynku[2].

17 maja
- w siedzibie Sztabu Generalnego odbyło się spotkanie poświęcone najważniejszym problemom obronności państwa z udziałem prezydenta RP L. Wałęsy, marszałków Sejmu J. Zycha i Senatu A. Struzika, premiera J. Oleksego, ministra ON Z. W. Okońskiego, szefa BBN H. Goryszewskiego i szefa Sztabu Gen. WP gen. broni T. Wileckiego[2]

20 maja
- szef Gabinetu Prezydenta RP Mieczysław Wachowski wręczył dowódcy 5 Brygady Pancernej „Skorpion” sztandar ufundowany przez społeczeństwo[2]
- 6 batalion rozpoznawczy otrzymał nazwę wyróżniającą „Kresowy” i imię gen. Józefa Hallera.
- zastępca dowódcy Pomorskiego Okręgu Wojskowego gen. bryg. Andrzejuk wręczył dowódcy 4 Brodnickiego Pułku Obrony Przeciwchemicznej im. Ignacego Mościckiego sztandar ufundowany przez miejscowe społeczeństwo[2]

21 maja
- dowódca Pomorskiego Okręgu Wojskowego gen. dyw. Tadeusz Bazydło przekazał dowódcy 55 Pułku Przeciwlotniczego nowy sztandar ufundowany przez społeczeństwo ziemi szczecińskiej[2]

28 maja
- w Ełku zastępca szefa Sztabu Generalnego WP gen. dyw. Leon Komornicki wręczył komendantowi OSWInż sztandar ufundowany przez władze i miejscowe społeczeństwo[2]

30 maja
- w Jeleniej Górze 18 pułk artylerii przeciwlotniczej otrzymał nowy sztandar[2]
- odbyły się ćwiczenia taktyczno-bojowe WLiOP pod kryptonimem „Karat 95”[2]

30–31 maja
- w Gdyni odbyła się odprawa kierowniczej kadry WP[2]

## Czerwiec
6 czerwca
- W Helenowie odbyło się posiedzenie KOK, któremu przewodniczył prezydent Lech Wałęsa. Omawiano stan bezpieczeństwa kraju[2].
- szef BBN Henryk Goryszewski wręczył komendantowi Portu Wojennego Hel nowy sztandar ufundowany przez społeczeństwo Helu i Pucka[2]

8 czerwca
- odbyła się uroczystość wręczenia sztandaru dla Centrum Operacji Powietrznych – Dowództwo Komponentu Powietrznego w Warszawie, którego rodzicami chrzestnymi zostali: córka Marszałka Józefa Piłsudskiego, por. pil. Jadwiga Piłsudska i gen. broni pil. Roman Paszkowski

9 czerwca
- prezes Rady Ministrów Józef Oleksy odwołał Danutę Waniek ze stanowiska podsekretarza stanu w Ministerstwie ON[2]

12 czerwca
- prezes Rady Ministrów Józef Oleksy odwołał ze stanowiska sekretarza stanu w MON Jerzego Milewskiego. Na wniosek ministra ON powołał na stanowisko I zastępcy ministra ON dr. Andrzeja Karkoszkę[2].

15 czerwca
- minister obrony narodowej Zbigniew Okoński wręczył sztandar komendantowi Oddziału Żandarmerii Wojskowej Garnizonu Stołecznego[2]

17 czerwca
- szef Sztabu Generalnego gen. broni Tadeusz Wilecki wręczył komendantowi Wyższej Szkoły Oficerskiej Sił powietrznych w Dęblinie sztandar ufundowany przez miejscowe społeczeństwo[2]

18 czerwca
- dowódca Marynarki Wojennej, admirał Romuald Waga wręczył dowódcy Ośrodka Szkolenia Nurków i Płetwonurków nowy sztandar[2]

19 czerwca
- minister obrony narodowej Zbigniew Okoński wydał decyzję nr 83/MON w sprawie wprowadzenia do użytku w Siłach Zbrojnych Rzeczypospolitej Polskiej „Ceremoniału wojskowego”

21 czerwca
- minister obrony narodowej Zbigniew Okoński przedstawił Sejmowej Komisji Obrony Narodowej program modernizacji sił zbrojnych oraz prowadzone prace reorganizacyjne w Ministerstwie ON[2]

22 czerwca
- Sejm RP przyjął ustawę o zakwaterowaniu Sił Zbrojnych RP[2]
- pod przewodnictwem prezydenta Lecha Wałęsy w Helenowie obradował Komitet Obrony Kraju[2]

23 czerwca
- na pokładzie okrętu-muzeum ORP „Błyskawica” dowódca Marynarki Wojennej, admirał Romuald Waga wręczył obrońcom Gdyni w 1939 roku z 2 Morskiego Pułku Strzelców Ordery Virtuti Militari przyznane w 1966 przez Naczelnego Wodza w Londynie[2]

24 czerwca
- dyrektor generalny w MON gen. dyw. Czesław Laszczkowski wręczył komendantowi Centrum Szkolenia Uzbrojenia i Elektroniki w Olsztynie nowy sztandar ufundowany przez miejscowe społeczeństwo[2]

25 czerwca
- dowódca WLiOP gen. dyw. pil. Gotowała wręczył dowódcy 26 Brygady Rakietowej OP nowy sztandar ufundowany przez społeczeństwo Gryfic[2]
- dowódca Śląskiego Okręgu Wojskowego gen. dyw. Janusz Ornatowski wręczył dowódcy 10 Wrocławskiego Pułku Dowodzenia nowy sztandar ufundowany przez mieszkańców Wrocławia[2]

26–27 czerwca
- w Wojskowym Centrum Szkolenia dla Potrzeb Misji Pokojowych ONZ w Kielcach oraz w Ośrodku Szkolenia Poligonowego w Nowej Dębie przeprowadzono wspólne ćwiczenia pododdziałów Wojska Polskiego, Sił Zbrojnych Danii i Kanady[2]

27–28 czerwca
- w Bieszczadach przeprowadzono polsko-francuskie szkolenie pododdziałów francuskiej 27 Dywizji Alpejskiej i polskiej 21 Brygady Strzelców Podhalańskich[2]

## Lipiec
1 lipca
- sformowano 2 Darłowski Dywizjon Lotniczy i 4 Batalion Zabezpieczenia wchodzące w skład Brygady Lotnictwa Marynarki Wojennej[1]
- z okazji 700-lecia godła Państwa Polskiego w Muzeum Wojska Polskiego otwarto wystawę „Chorągwie, sztandary i inne znaki Wojska Polskiego”[9].

2 lipca
- na Jasnych Błoniach w Szczecinie 12 Batalion Dowodzenia otrzymał sztandar ufundowany przez miejscowe społeczeństwo[9]

6–10 lipca
- w Gdyni przebywał zespół 10 okrętów szkolnych Marynarki Wojennej Francji i Belgii[9]

7 lipca
- minister spraw wewnętrznych Andrzej Milczanowski przekazał do Muzeum Wojska Polskiego w Warszawie sztandar 51 pułku piechoty z Brzeżan[9]

8 lipca
- zastępca dowódcy Śląskiego Okręgu Wojskowego gen. bryg. Antoni Goliszewski wręczył dowódcy 11 Brygady Zmechanizowanej w Żarach nowy sztandar ufundowany przez miejscowe społeczeństwo[9]

9–14 lipca
- na poligonie w Wędrzynie przeprowadzono polsko-amerykańskie ćwiczenia pk. „Dwa Orły 95”. Ćwiczeniami kierowali gen. bryg. Jerzy Baranowski i asystent dowódcy amerykańskiej 1 Dywizji Pancernej gen. bryg. J. Riley[9].

11 lipca
- 5 batalion rozpoznawczy w Opolu otrzymał imię gen. dyw. Jana Nepomucena Umińskiego[10]
- Brygada Lotnictwa Marynarki Wojennej otrzymała nazwę wyróżniająca „Gdyńska” oraz imię patrona kmdr por. pil. Karola Trzaski-Durskiego[11]

14 lipca
- 4 Brygada Kawalerii Pancernej otrzymała nazwę wyróżniającą „Suwalska” i imię patrona gen. bryg. Zygmunta Podhorskiego[12].
- 1 Dywizjon Lotniczy otrzymał nazwę wyróżniającą oraz imię patrona kmdr por. pil. Edwarda Szystowskiego[13]
- 10 Brygada Zmechanizowana otrzymała nazwę wyróżniającą „Opolska” i imię płk. Piotra Wysockiego[14]

15 lipca
- na polach bitwy pod Grunwaldem prezydent Lech Wałęsa wręczył dowódcy 15 Giżyckiej Brygady Zmechanizowanej ppłk. Ireneuszowi Rydzyńskiemu, dowódcy 20 Bartoszyckiej Brygady Zmechanizowanej ppłk. B. Jaworskiemu, dowódcy 4 Suwalskiej Brygady Kawalerii Pancernej ppłk. Kazimierzowi Pałaszowi, dowódcy 9 Bartoszyckiego pułku artylerii ppłk. W. Zabielskiemu oraz dowódcom 3 Mazurskiego batalionu rozpoznawczego i 15 Mazurskiego batalionu saperów sztandary. Aktu poświęcenia sztandarów dokonali biskup polowy WP gen. dyw. Sławoj Głodź, arcybiskup Sawa i księża innych wyznań[9].

18 lipca
- utworzono Dowództwo Garnizonu Warszawa. Na dowódcę wyznaczono gen. bryg. dr. hab. Stefana Włudykę[9].

18–20 lipca
- w Polsce przebywał generalny inspektor Bundeswehry generał Klaus Dieter Naumann. W Poznaniu podpisano umowę o współpracy między 4 Korpusem Lotniczym WLiOP i 3 Dywizją Sił Powietrznych Bundeswehry[9].

26 lipca
- minister obrony narodowej Zbigniew Okoński i prezes ZG LOK płk G. Grzybek podpisali porozumienie o współpracy LOK z jednostkami organizacyjnymi resortu ON[9].

## Sierpień
1 sierpnia
- rozformowano Dowództwo Zgrupowania Jednostek Zabezpieczenia Ministerstwa Obrony Narodowej

6–20 sierpnia
- w amerykańskim Forcie Polk, w stanie Luizjana, pododdział 6 Brygady Desantowo-Szturmowej uczestniczył w międzynarodowych ćwiczeniach wojskowych „Cooperative Nugget 95”[9]

8 sierpnia
- 15 Brygada Radioliniowo-Kablowa w Sieradzu otrzymała nazwę wyróżniającą „Sieradzka”[15]

11–14 sierpnia
- w 8 Flotylli Obrony Wybrzeża gościły załogi okrętów 4 eskadry flotylli trałowo-minowej sił morskich Bundeswehry[9]

13 sierpnia
- dowódca KOW gen. dyw. Zenon Bryk wręczył 3 pułkowi saperów nowy sztandar. Pułk otrzymał imię gen. J. Jasińskiego[9]

14 sierpnia
- 25 Dywizja Kawalerii Powietrznej przyjęła tradycje Mazowieckiej Brygady Kawalerii[9]
- 1 Pułk Szwoleżerów Ziemi Łęczyckiej im. Józefa Piłsudskiego otrzymał sztandar[9]
- w Muzeum WP po raz pierwszy wręczono Pierścienie Oficerskie. Otrzymali je: gen. broni Tadeusz Wilecki, gen. dyw. Z. Bryk, płk K. Chomiuk, gen. dyw. J. Lewiński, płk J. Macyszyn, gen. bryg. K. Nalazkowski, gen. dyw. H. Pietrzak, płk J. Polakowski, płk A. Tkacz, adm. R. Waga[9].
- prezydent Lech Wałęsa dokonał otwarcia Muzeum Józefa Piłsudskiego w Belwederze. Wspólnie z córką Marszałka, Jadwigą Jaraczewską przeciął wstęgę otwierającą ekspozycję[9].

16 sierpnia
- dowódca Pomorskiego Okręgu Wojskowego gen. dyw. Tadeusz Bazydło wizytował Polski Kontyngent Wojskowy w Libanie[9]

20 sierpnia
- szef BBN Henryk Goryszewski wręczył dowódcy 36 Brygady Pancernej w Trzebiatowie płk. Piotrowi Czerwińskiemu nowy sztandar[9]

26–27 sierpnia
- w Grudziądzu odbył się VI Zjazd Kawalerzystów II RP[9]

28 sierpnia
- gen. bryg. Walerian Sowa przekazał armii litewskiej 200 ton sprzętu wojskowego, amunicji i wyposażenia kwatermistrzowskiego o łącznej wartości 800 tys. dolarów[9]

30 sierpnia
- w Kielcach pożegnano 170 żołnierzy przygotowanych do służby w siłach ONZ na pograniczu Syrii i Izraela[9]

## Wrzesień
2 września
- w Biedrusku szef WRiA Sztabu Generalnego Wojska Polskiego gen. bryg. Cz. Borkowski wręczył dowódcy 3 Pułku Rakiet im. Króla Stefana Batorego płk. S. Jodłowskiemu sztandar ufundowany przez społeczeństwo Poznania i gminy Suchy Las[9]

3 września
- pod pomnikiem Armii „Poznań” w Poznaniu wręczono sztandar 3 Pułkowi Lotnictwa Myśliwskiego[9]

4 września
- 14 Pułk Artylerii Przeciwpancernej otrzymał nazwę wyróżniającą „Suwalski” i imię marszałka Józefa Piłsudskiego[16]
- 9 Brygada Kawalerii Pancernej w Braniewie otrzymała imię króla Stefana Batorego[17]

6 września
- w Łodzi rozformowano Centrum Doskonalenia Kadr i Administracji WP[9]

9 września
- prezydent Lech Wałęsa wręczył dowódcy 2 Batalionu Dowodzenia Śląskiego Okręgu Wojskowego ppłk. J. Adamskiemu sztandar ufundowany przez społeczeństwo Wrocławia i Dolnego Śląska[9]

9–10 września
- nowe sztandary wręczono: 34 Brygadzie Zmechanizowanej, 10 Batalionowi Rozpoznawczemu i 11 Batalionowi Remontowemu[9]

10 września
- szef Sztabu Generalnego gen. broni Tadeusz Wilecki wręczył dowódcy 14 Pułku Artylerii Przeciwpancernej płk. J. Głowali nowy sztandar. Pułk otrzymał nazwę „Suwalski” oraz imię marszałka Józefa Piłsudskiego[9]

11–15 września
- na poligonie Nowa Dęba i w Bieszczadach przeprowadzono wieloszczeblowe ćwiczenia wojsk KOW pod kryptonimem „Tatry 95”. Ćwiczeniami kierował dowódca KOW gen. dyw. Zygmunt Bryk[9].

13–14 września
- dowódca Warszawskiego Okręgu Wojskowego gen. dyw. Julian Lewiński wręczył nowe sztandary 16 Żuławskiemu batalionowi remontowemu i 16 batalionowi dowodzenia[9]

14 września
- w Dąbrowie Górniczej przeprowadzono likwidację ostatnich egzemplarzy sprzętu wojskowego przewidzianego do redukcji w ramach ustaleń traktatu o konwencjonalnych siłach zbrojnych w Europie[9]

17 września
- dowódca Śląskiego Okręgu Wojskowego gen. dyw. Janusz Ornatowski wręczył dowódcy 5 Kresowego Pułku Artylerii Przeciwlotniczej ppłk. E. Nakoniecznemu nowy sztandar[9]

19 września
- na poligonie w Wieku Pomorskim szef Sztabu Generalnego gen. broni Tadeusz Wilecki wręczył sztandar dowódcy 8 Pułku Przeciwlotniczego[9].

24 września
- na Placu Matejki w Krakowie wręczono sztandar 10 Batalionowi Desantowo-Szturmowemu[9]
- w Giżycku wręczono sztandar dowódcy 3 Mazurskiego batalionu rozpoznawczego ppłk M. Andrzejewskiemu[9]

25 września
- dotychczasowy dowódca WLiOP gen. dyw. pil. J. Gotowała został powołany na stanowisko zastępcy szefa Sztabu Generalnego – szefa Inspektoratu OT. Nowym dowódcą WLiOP został gen. bryg. pil. K. Dziok.

27–30 września
- w obiektach OSP Wojsk Lądowych w Orzyszu i 15 Brygady Zmechanizowanej w Giżycku zorganizowano szkolenie ogólnowojskowe kapelanów prawosławnych[9]

29 września
- do kraju powróciła 355-osobowa grupa żołnierzy Polskiego Kontyngentu Wojskowego UNCRO w Chorwacji[9]

30 września
- prezydent Lech Wałęsa wręczył sztandar dowódcy 1 Gdańskiej Brygady Obrony Terytorialnej im. gen. J. Wybickiego płk. Andrzejowi Wołowieckiemu[9]

## Październik
2 października
- w Wojskowym Centrum Szkolenia dla Potrzeb Sił Pokojowych ONZ pożegnano IV zmianę polskiego kontyngentu sił pokojowych w Libanie UNIFIL[18]

4 października
- 16 Pułk Artylerii Przeciwpancernej otrzymał imię gen. Krzysztofa Arciszewskiego[19]

7 października
- dowódca Warszawskiego Okręgu Wojskowego gen. dyw. J. Lewiński wręczył dowódcy 3 batalionu dowodzenia ppłk. J. Bezakowi nowy sztandar[18]

8 października
- weszły w życie „Karta Żołnierza Zasadniczej Służby Wojskowej” i „Statut Sądu Koleżeńskiego”[18]
- szef Sztabu KOW gen. bryg. Z. Wijas wręczył dowódcy 14 batalionu dowodzenia 14 BPanc kpt. S. Stasieczkowi sztandar ufundowany przez miejscowe społeczeństwo[18]

14–16 października
- w Polsce przebywała grupa ekspertów Sojuszu Atlantyckiego. Omawiano dokument pn. „Studium o rozszerzeniu NATO”[18]

23 października
- w Nowym Dworze Mazowieckim, w trakcie uroczystego apelu, pożegnano sztandar 6 Ośrodka Szkolenia Specjalistów Łączności WLiOP[18]

24 października
- w Pruszczu Gdańskim odbyło się oficjalne przekazanie 49 pułku śmigłowców bojowych w podporządkowanie dowódcy Warszawskiego Okręgu Wojskowego[18]

26 października
- Znakiem Honorowym Sił Zbrojnych wyróżnione zostały następujące jednostki: 8 Bałtycka Dywizja Obrony Wybrzeża im. Bartosza Głowackiego, 10 Sudecka Dywizja Zmechanizowana, 15 Warmińsko-Mazurska Dywizja Zmechanizowana im. Króla Władysława Jagiełły, 21 Brygada Strzelców Podhalańskich im. gen. M. Boruty-Spiechowicza, 26 Brygada Rakietowa Obrony Powietrznej, 3 Flotylla Okrętów im. kmdr. Bolesława Romanowskiego, 3 Pułk Rakiet im. Króla Stefana Batorego, 69 Leszczyński Pułk Przeciwlotniczy im. gen. Stefana Grota-Roweckiego, 1 Brzeska Brygada Saperów im. gen. Tadeusza Kościuszki, 4 Giżycki Pułk Zakłóceń Radiolokacyjnych, Wojskowa Akademia Medyczna im. gen. Bolesława Szareckiego, Centralny Ośrodek Szkolenia Młodszych Specjalistów Logistyki, 10 Pułk Samochodowy, Oddział Żandarmerii Wojskowej w Lublinie, Wojewódzki Sztab Wojskowy we Wrocławiu[18]

## Listopad
3 listopada
- 2 pułk przeciwlotniczy otrzymał nazwę wyróżniającą „Zachodniopomorski”[20]

11 listopada
- prezydent Lech Wałęsa nadał pośmiertnie Order Orła Białego Władysławowi Andersowi, Tadeuszowi Borowi Komorowskiemu, Leopoldowi Okulickiemu, Stefanowi Roweckiemu i Janowi Rzepeckiemu.
- stopień generała dywizji otrzymali K. Dziok, K. Tomaszewski i R. Łukasik. Stopień generała brygady otrzymali: R. Baszuk, K. Juniec, J. Kurczewski, M. Mainda, R. Olszewski, A. Ratajczak, M. Samarcew i M. Gawor, W. Urbanowicz i pośmiertnie H. Kowalówka[18]
- nowe sztandary otrzymały: 10 Brygada Kawalerii Pancernej, 10 Brygada Zmechanizowana, 11 pułk artylerii, 20 pułk artylerii przeciwpancernej, 11 batalion saperów i 11 batalion zaopatrzenia[18]
- na rynku w Lubsku 6 Kresowy Batalion Rozpoznawczy z Gubina otrzymał sztandar ufundowany przez społeczeństwo miasta Lubska[21]

13 listopada
- grupa kapelanów wojskowych złożyła na Jasnej Górze uroczystą przysięgę wojskową. Kapelani otrzymali akty nominacyjne[18].

17 listopada
- podczas dorocznej odprawy szkoleniowej Marynarki Wojennej miano "Przodującego Związku Taktycznego MW" uzyskała 3 Flotylla Okrętów, a „Najlepszego Nawigatora MW” por. mar. M. Poliński[18]

23 listopada
- Sejm RP odrzucił prezydencki projekt ustawy o zagwarantowaniu środków finansowych na obronę w obawie o naruszenie równowagi budżetowej[18]
- Minister Obrony Narodowej wydał decyzję Nr 187/MON w sprawie nadania 23 Brygadzie Artylerii nazwy wyróżniającej „Śląska” oraz ustanowienia dnia 18 marca świętem brygady[22]

24 listopada
- zastępca dowódcy Pomorskiego Okręgu Wojskowego gen. bryg. A. Andrzejczuk wręczył dowódcy 2 batalionu obrony przeciwchemicznej w Grudziądzu sztandar ufundowany przez miejscowe społeczeństwo[18]

26 listopada
- zastępca szefa Sztabu Generalnego gen. dyw. Zbigniew Zalewski wręczył komendantowi WSO im. Stefana Czarnieckiego gen. bryg. J. Flisowi nowy sztandar
- dowódca Warszawskiego Okręgu Wojskowego gen. dyw. Julian Lewiński wręczył dowódcom: 16 Pomorsko-Warmińskiej

Brygady Zmechanizowanej ppłk. T. Sobkowiakowi i 16 pułku artylerii przeciwpancernej
ppłk. J. Włoszczukowi sztandary ufundowane przez społeczeństwo Morąga
28 listopada
- dowódca Marynarki Wojennej adm. Ryszard Waga przekazał Akademii Marynarki Wojennej nowy sztandar ufundowany przez Stowarzyszenie Oficerów MW[18]
- w czasie dorocznej odprawy zadaniowo-szkoleniowej, dowódca garnizonu Warszawa wyróżnił 10 pułk samochodowy, 20 warsztaty remontu sprzętu technicznego, 10 batalion zabezpieczenia i GAM nr 1[18]

## Grudzień
3 grudnia
- dowódca Śląskiego Okręgu Wojskowego gen. dyw. Janusz Ornatowski wręczył dowódcy 23 Brygady Artylerii w Zgorzelcu płk. M. Kolczyńskiemu nowy sztandar ufundowany przez miejscowe społeczeństwo. Brygada otrzymała też imię wyróżniające "Śląska". Najmłodsi żołnierze złożyli przysięgę wojskową.
- szef Wojsk OPL Sztabu Generalnego Wojska Polskiego gen. dyw. Tadeusz Jauer wręczył komendantowi WSO WOPlot płk. S. Czepielikowi nowy sztandar ufundowany przez społeczeństwo Koszalina.

4–8 grudnia
- w Malezji minister obrony narodowej Zbigniew Okoński spotkał się z premierem, ministrem obrony narodowej i szefem Sztabu Generalnego Malezji. Omawiano możliwości współpracy w dziedzinie obronności, transferu technologii oraz modernizacji sił zbrojnych Malezji[18]

5 grudnia
- na dorocznej odprawie szkoleniowej kierowniczej kadry okręgu dowódca Warszawskiego Okręgu Wojskowego gen. dyw. Julian Lewiński wyróżnił m.in. 2 Mazowiecką Brygadę Saperów, 1 Mazurską Brygadę Artylerii, 9 pułk dowodzenia, 15 Gołdapski pułk przeciwlotniczy[18].

9–13 grudnia
- w RFN na poligonie Hammelburg przeprowadzono trójstronne duńsko-niemiecko-polskie ćwiczenia pod kryptonimem „Spessart 95”. Polskę reprezentowali podchorążowie WSO im. Tadeusza Kościuszki[18].

10 grudnia
- szef planowania strategicznego SZ gen. dyw. Marian Robełek wręczył dowódcy 1 Pułku Specjalnego w Lublińcu sztandar ufundowany przez miejscowe społeczeństwo
- szef Sztabu WLiOP gen. dyw. H. Pietrzyk wręczył dowódcy 28 Pułku Lotnictwa Myśliwskiego ppłk. pil. R. Broździakowi nowy sztandar ufundowany przez społeczeństwo Słupska. Pułk otrzymał też nazwę wyróżniającą „Słupski”[18].

11 grudnia
- na poligonie w Żaganiu odbywało się szkolenie ogniowe czołgistów polskiej 10 Brygady Kawalerii Pancernej i 37 Brygady Grenadierów Pancernych Bundeswehry pod kryptonimem „Pancerne Skrzydła 95”

14 grudnia
- Sejm RP odrzucił weto prezydenta dotyczące ustawy o urzędzie Ministra Obrony Narodowej.

Ustawa przesądziła o podporządkowaniu szefa Sztabu Generalnego Wojska Polskiego i WSI Ministrowi Obrony Narodowej
- Sejm przyjął ustawę o ustanowieniu medalu „Siły Zbrojne w służbie ojczyzny”[18]

16 grudnia
- w Chorzowie odbyła się uroczystość z okazji rozformowania Szkoły Specjalistów Wojsk Radiotechnicznych i przekazania sztandaru do Muzeum WP[18]

22 grudnia
- minister obrony narodowej Zbigniew Okoński pożegnał się ze sztandarem i kompanią reprezentacyjną WP[18]

23 grudnia
- na lotnisku 1 Pułku Lotnictwa Myśliwskiego „Warszawa” nowo wybrany prezydent Aleksander Kwaśniewski przejął zwierzchnictwo nad armią[18]

30 grudnia
- w 12 Dywizji Zmechanizowanej rozformowano: 22 da, 19 kopchem, 27 kdow szefa OPL, 87 bdow szefa art i koirr[23]

31 grudnia
- w 12 Dywizji Zmechanizowanej rozformowano: 5 pz, 9 pz, 41 pz, 2 pa; 124 paplot; 33 bł, 16 br, 14 bzaop, 16 brem, 45 bmed[23]